# Soccer America
Soccer America est un magazine trimestriel consacré au soccer (football). Il a été fondé au début des années 1970. Il se consacre essentiellement au soccer aux États-Unis, mais contient également des informations sur différentes ligues et équipes internationales.
L'idée a été de l'éditeur Clay Berling, lorsque le soccer gagnait en intérêt pour les jeunes américains. Le magazine était une source importante d'information concernant des ligues comme la NASL ou la MLS. 
Il se consacrait aussi aux 20 grandes équipes d'université, durant la saison septembre-décembre.
La publication est basée à Oakland en Californie, et s'est déplacé de plus en plus vers la distribution par courrier ou par le Web.